# ラマザン・エーズガン
ラマザン・エーズガン（Ramazan Özcan、トルコ語：ラマザン・オズジャン、1984年6月28日 - ）は、オーストリア・ドルンビルン出身の元サッカー選手。元オーストリア代表。現役時代のポジションはゴールキーパー。「ラマザン・エズガン」と表記されることもある。

## 経歴

### クラブ
オーストリア・ブンデスリーガ2部に属していたSCアウストリア・ルステナウの育成部門出身。19歳でトップチームでのデビューを飾った。初年度から優れたプレーを見せチームに貢献、22歳でオーストリア・エルステリーガ・リーグ最優秀ゴールキーパー賞を獲得した。
2006年の夏、トルコ・シュペルリガのベシクタシュJKよりオファーを受けるが、オーストリア・ブンデスリーガの強豪レッドブル・ザルツブルクへの移籍を選択。2007年5月9日のSVパッシング戦でオーストリア・ブンデスリーガデビューを果たした。
レッドブル・ザルツブルクでは正ゴールキーパーティモ・オクスの控えであったため、同時にサテライトチームの試合にも出場。同チームが所属していたオーストリア・レギオナルリーガ西部優勝（オーストリア3部）での優勝に貢献した。
2008年1月に出場の場を求めてドイツ2部に属するTSG1899ホッフェンハイムへレンタル移籍。スタメンの座を勝ち取り、ドイツ・カップやドイツ2部の試合で活躍、同チームのドイツ・ブンデスリーガ昇格に貢献した。
2011年、当時ドイツ2部に所属していたFCインゴルシュタット04に移籍。119試合に出場し、ドイツ・ブンデスリーガに昇格した。
2015－16年シーズンにはドイツ・ブンデスリーガで28試合に出場。リーグ残留を果たし、2016年の夏にバイエル・レバークーゼンに移籍した。

### 代表
2008年5月、オーストリアA代表のGKヘルゲ・パイヤーが病気でリタイアしたため、2008年UEFAヨーロッパ選手権オーストリア・スイス大会のA代表メンバーにヨーゼフ・ヒッケルスベルガー代表監督により招集された。
オーストリアU21代表では23試合に出場している。

## 代表歴

### 出場大会
- オーストリア代表
  - 2008年 - UEFA EURO 2008
  - 2016年 - UEFA EURO 2016

### 試合数
国際Aマッチ 10試合 0得点（2008年-2016年）
| オーストリア代表 | 国際Aマッチ | 国際Aマッチ |
| 年               | 出場        | 得点        |
| ---------------- | ----------- | ----------- |
| 2013             | 1           | 0           |
| 2014             | 2           | 0           |
| 2015             | 2           | 0           |
| 2016             | 5           | 0           |
| 通算             | 10          | 0           |

## タイトル

### クラブ
FCレッドブル・ザルツブルク
- オーストリア・ブンデスリーガ：優勝1回 (2007)
- オーストリア・レギオナルリーガ西部 (オーストリア3部)：1回 (2007)

TSG1899ホッフェンハイム
- ドイツ・ブンデスリーガ2部：準優勝1回 (2008)

FCインゴルシュタット04
- ドイツ・ブンデスリーガ2部：優勝1回 (2015)